# Labirinto di siepi

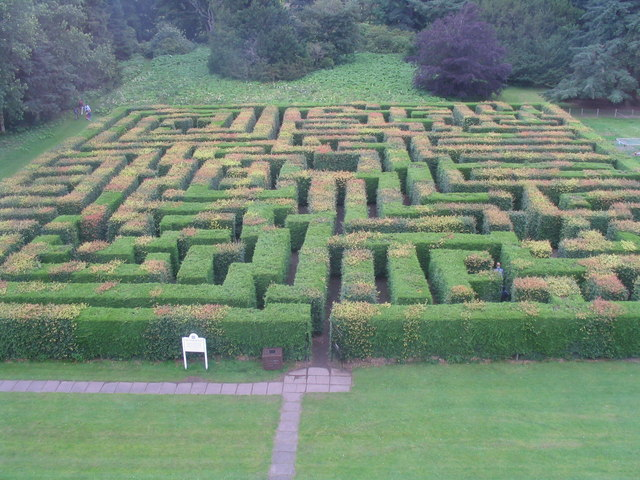
Labirinto di Traquair, in Scozia.

Il labirinto di siepi è un labirinto creato in un giardino con pareti costituite da siepi potate.

## Storia

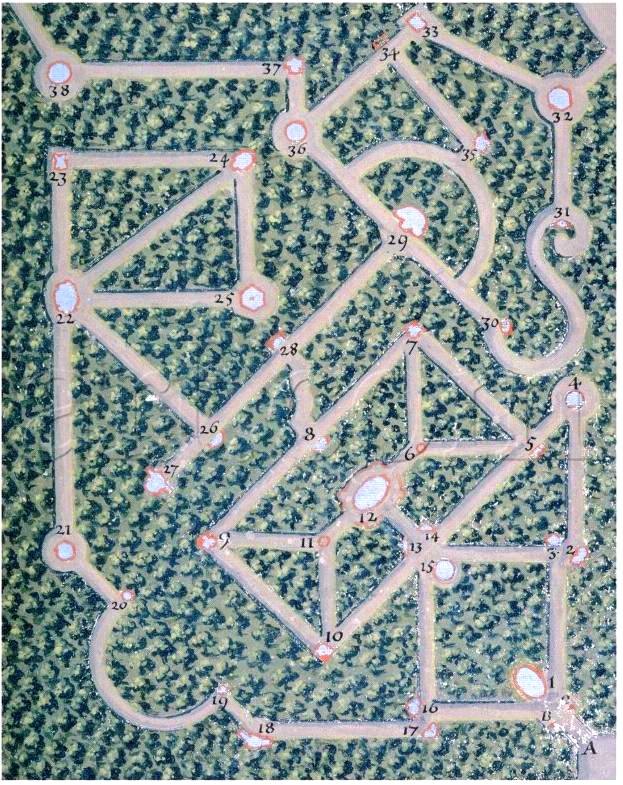
Labirinto di Versailles. Di Charles Perrault con incisioni di Leclerc e colorato da Jacques Bailly, tardo XVII secolo circa

Il labirinto di siepi nasce in Europa nel tardo rinascimento, evolvendosi dai giardini all'italiana, ma negando di questi la ricerca classicista all'armonia e all'ordine perfetto. I primi labirinti di siepi furono realizzati intorno al '500 e la maggior parte di essi furono creati tra il XVI e il XVIII secolo.

### Labirinto di Versailles
Il labirinto di Versailles era un grande labirinto di siepi che fu costruito nel giardino della reggia reale di Versailles per il re di Francia Luigi XIV nel 1677 e quindi distrutto nel 1778. Era decorato con trentanove fontane con gruppi scultorei raffiguranti soggetti tratti dalle favole di Esopo.

### Storia contemporanea
Negli ultimi decenni, sono stati realizzati molti nuovi labirinti di siepi come attrazione per alcuni parchi divertimento, o per giardini e parchi storici. Nelle fattorie del nord America è nata la pratica di creare labirinti anche all'interno dei campi di cereali per attirare turisti.